# Arvid Knöppel
Johan Arvid Konstantin Knöppel (Estocolm, 7 de març de 1967 - Bad Nauheim, Hessen, 8 de març de 1925) va ser un tirador suec que va competir a començaments del segle xx.
El 1908 va prendre part en els Jocs Olímpics de Londres, on guanyà una medalla d'or en la prova de tir al cérvol per equips.